# Prieto picudo
El prieto picudo és una dels principals varietats de raïm negre dels vins de la denominació d'origen Tierra de León i de la denominació d'origen protegida Valles de Benavente a la província de Zamora. És una varietat amb molta matèria colorant, amb una acidesa notable i amb gran quantitat de sucre i taní.

## Característiques
La prieto picudo és autòctona de la zona de Valdevimbre, Los Oteros i la ribera del riu Cea, a la província de Lleó i dels municipis de la zona de la vall del Tera, Vidriales i Valverde, a la província de Zamora, i ocupa en l'actualitat una extensió de 3000 hectàrees de vinya.
El raïm prieto picudo es distingeix fàcilment pel seu fruit atapeït i les baies amb forma ovalada i acabada en punta, per això el nom de la varietat. La seva pell és negra blavosa, i el seu sabor i aroma és dolç i intens. Els ceps vells tenen com a fet singular el cap enterrat i les branques esteses sobre el sòl. Els vins varietals d'aquest raïm tenen característiques similars als d'ull de llebre. Dona lloc a vins aromàtics i personals, encara que una mica lleugers pel que fa al color.